# Myrmecaelurus armenicus
Myrmecaelurus armenicus är en insektsart som beskrevs av Krivokhatsky 1993. Myrmecaelurus armenicus ingår i släktet Myrmecaelurus och familjen myrlejonsländor. Inga underarter finns listade i Catalogue of Life.